# Lermontov (film)
Pour les articles homonymes, voir Lermontov.
Pour plus de détails, voir Fiche technique et Distribution.
Lermontov (Лермонтов) est un film soviétique réalisé par Nikolaï Bourliaïev, sorti en 1986,,. Cest le premier long métrage du réalisateur. Le film a été interdit de distribution par les autorités soviétiques et n'a rencontré son public que 40 ans plus tard.

## Synopsis
Le film couvre les principales étapes de la vie de Mikhaïl Lermontov. Le poète russe est présenté comme un homme souffrant pour la Russie, inspiré, rebelle.

## Fiche technique
- Titre : Lermontov
- Réalisation : Nikolaï Bourliaïev
- Scénario : Nikolaï Bourliaïev
- Photographie : Oleg Martynov
- Musique : Boris Petrov
- Chorégraphie : Māris Liepa
- Décors : Viktor Youchine
- Montage : Lydia Kouznetsova
- Son : Lilia Terekhovskaïa
- Costumes : Tatyana Chapayeva
- Maquillage : Tatyana Kovrigina
- Production : Mosfilm
- Pays : URSS
- Genre : drame
- Durée : 100 minutes
- Sortie : 1986

## Distribution
- Nikolaï Bourliaïev : Mikhaïl Lermontov / Nicolas Gogol
- Galina Beliaïeva : Varvara Bakhmeteva
- Natalia Bondartchouk : Maria Mikhaïlovna, mère de Lermontov
- Boris Plotnikov : Youri Petrovitch, le père de Lermontov / Alexandre Pouchkine
- Inna Makarova : grand-mère de Lermontov
- Iouri Moroz : Nikolaï Martynov
- Sergueï Smirnov : Sviatoslav Raïevski
- Andreï Podochian : Alexeï Stolypine, oncle de Lermontov
- Māris Liepa : Nicolas Ier de Russie
- Uldis Lieldidžs : Alexandre von Benckendorff
- Algimantas Masiulis : Piotr Kleinmichel
- Imedo Kakhiani : Alexandre Tchavtchavadze
- Ilze Liepa : Maria Solomirskaïa
- Olga Kabo : demoiselle d'honneur